# Улрих фон Брандис
Улрих фон Брандис-Блуменег (на немски: Ulrich, Freiherr von Brandis, Herr zu Blumenegg; * 1425; † 20 август 1486) е фрайхер от род Брандис в Западна Швейцария, господар на Блуменег (в Австрия). Фамилията е от днешния кантон Берн в Западна Швейцария.

## Живот
Той е четвъртият син на Волфхарт III фон Брандис († сл. 18 януари 1456), пфанд-господар на Кюсаберт и Вадуц, господар на Брандис, Вайсенбург, Блуменег и Шеленберг, и съпругата му Верена фон Верденберг († сл. 1441), дъщеря на граф Албрехт III фон Верденберг-Хайлигенберг-Блуденц († 1420) и Урсула фон Шаунберг († 1412). Майка му е племенница на последния граф Фридрих VII фон Тогенбург († 1436). Потомък е на Конрад фон Брандис († сл. 1257), управител на Труб. Брат е на Волфхарт VI († 1477), Зигмунд I († 1489), Ортлиб фон Брандис (1430 – 1491), епископ на Кур (1458 – 1491), и вер. на Алберт († 1499), абат на Мариенберг, и полубрат на фогт Буркард.
През 1455 г. Улрих фон Брандис е свидетел при продажбата на фамилната резиденция на господарите фон Брандис в Ементал в кантон Берн, започната още от баща му. След смъртта на баща му през 1456 г. той поема заедно с братята си собственостите на фамилията.
Улрих фон Брандис поддържа тясна връзка с Хабсбургите. През 1460 и 1470-те години той е ландфогт на Фелдкирх в Западна Австрия. Той също сключва договор за защита с Хабсбургите, което му гарантира доход от 200 гулдена годишно. През 1462 г. той поема господството на изгорелия дворец Маршлинс в Граубюнден и го построява отново. След смъртта на по-големия му брат Волфхарт VI през 1477 г. той става глава на фамилията.
Улрих сключва договор със съюзниците и с град Кур, което не се харесва на Хабсбургите.
- Замъкът Брандис в Западна Швейцария, 1743
- Дворецът Брандис в Майенфелд
- Дворецът Маршлинс в Граубюнден, 1870

## Фамилия
Първи брак: пр. 1439 г. за Верена фон Цимерн († сл. 1439), дъщеря на Йохан III фон Цимерн 'Млади', († 21 януари 1430) и Вероника фон Валдбург († ок. 1443). Бракът е бездетен.
Втори брак: пр. 4 юли 1391/сл. 1439 г. за Пракседис фон Хелфенщайн († сл. 3 февруари 1479), вдовица на Ханс фон Кастелбарко, дъшеря на граф Йохан II фон Хелфенщайн (1400 – 1444) и графиня Ирмгард/Ирменгард фон Кирхберг († 1444), дъщеря на граф Конрад VII фон Кирхберг († 1417) и Анна фон Хоенберг-Вилдберг († 1421). Те имат децата:
- Лудвиг фон Брандис (* пр. 1483; † 1507), женен 1501 г. за фрайфрау Катарина фон Гунделфинген
- Зигмунд II фон Брандис (* пр. 1486; † 18 ноември 1507), женен за Катарина фон Хевен
- Йоханес фон Брандис (* 8 юни 1456; † 10 октомври 1512, Страсбург), швейцарски духовник, последният фрайхер от фамилията
- Верена фон Брандис (1452 – 1504), омъжена на 24 юли 1477 г. за ландграф Алвиг X фон Зулц (* 1417; † 7 декември 1492/5 февруари 1493, погребан в манастир Рейнау)